# Abdul Hannan
Abdul Hannan (Urdu: عبد الحنان) (nascido em 8 de setembro de 1990) é um cantor e compositor de Laore, Paquistão. Em 2024, ele estreou com a música "O Yaara" da 15ª temporada do Coke Studio Paquistão em colaboração com Kaavish.
Hannan nasceu e foi criado em Karachi em uma família de músicos balúchis. Passou a infância em Laore, onde estudou a escola primária e depois frequentou o Instituto Ghulam Ishaq Khan (GIKI) em Topi, Suábia. Ele morou em Berlim, Alemanha, quando criança, e a chegada de Bikhra o levou a retornar ao seu país natal, o Paquistão. Seu single "Faaslay" de 2020 se tornou um sucesso depois de se tornar viral na cena musical do Paquistão após seu lançamento.Em 11 de fevereiro de 2022, ele lançou 'Bikhra' e mais tarde, em 18 de março de 2022, lançou 'Iraaday', que teve um grande alcance. Ambas as canções dominaram as paradas do Paquistão por mais de 100 semanas consecutivas, ao mesmo tempo em que causaram sucesso nas paradas internacionais. "Bikhra" alcançou o primeiro lugar, enquanto "Iraaday" ficou muito perto do segundo lugar por vários meses, e sua música "Iraaday" ganhou reconhecimento internacional, aparecendo na playlist do ano do Secretário de Estado dos Estados Unidos, Antony Blinken. Um de seus próximos lançamentos, "Siyah", também entrou no top dez das paradas do Paquistão, tornando-se sua terceira música. Sua música está consistentemente classificada entre os 10 artistas mais transmitidos no Spotify no Paquistão e sua música permanece nas paradas desde 2022. Em 2023, a discografia de Abdul Hannan acumulou milhões de streams, tornando-o um dos artistas mais ouvidos no Paquistão. e Índia.
Em março de 2024, Abdul Hannan participou do projeto Red Bull Red Bull Off The Roof. Sua primeira estreia foi em 2022, onde narrou e detalhou seu crescimento como músico e a evolução da música ao vivo no Paquistão. Em 2024, Hannan apareceu no álbum de 8 faixas de Zaeden "Zaeden 02"; “O álbum faz parte da forma de transmitir a natureza da infância através da música”, afirma o cantor indiano Zaeden. Segundo os Rolling Stones, o single "kya hua?" é uma pausa no meio do álbum, contendo uma melodia com acordes cativantes tocados com instrumentos simples.
Em 2024, Abdul Hannan fez sua estreia participando da 15ª temporada do Coke Studio Pakistan na mundialmente famosa plataforma musical Coke Studio Pakistan. A música "O Yaara" se tornou o destaque da temporada e recebeu um grande número de visualizações. A notícia foi divulgada em meados de janeiro de 2024, quando o Warner Music Group anunciou uma parceria com a Giraffe Pakistan. O acordo deu à Warner Music South Asia, parte do Warner Music Group, direitos exclusivos para distribuir músicas produzidas para a 15ª temporada do Coke Studio Pakistan. A Coke Studio Paquistão destacou a natureza colaborativa da temporada por meio da arte e da camaradagem.

## Discografía

### Individual
- "Faaslay" (2020)
- "Jaanu Na" (2021)
- "Haaray" (2021)
- "Ghruroor" con Izzchughtai (2021)
- "Bikhra" con Rovalio (2022)
- "Iraaday" con Rovalio (2022)
- "Siyah" con Wankelmut (2022)
- "Gawara" (2022)
- "Zamanay" (2022)
- "Raabta" con Rovalio (2023)
- "O Yaara" con Kaavish (2024)[12]
- "Khusnaseebi" (2024)
- "kya hua?" con Zaeden (2024)[13]